# Il·lusió de Chubb

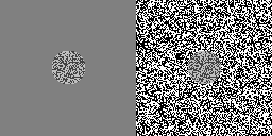
Un exemple de la il·lusió de Chubb. Els dos centres són idèntics

La il·lusió de Chubb és una il·lusió òptica en la qual el contrast aparent d'un objecte varia enormement depenent del context de la presentació. Una textura de baix contrast envoltada d'un camp uniforme sembla tenir un contrast més alt que quan està envoltada d'una textura d'alt contrast. Aquesta il·lusió va ser observada i documentada per Charles Chubb i els seus col·legues el 1989.